# Station Jingu-Marutamachi
Station Jingū-Marutamachi (神宮丸太町駅, Jingū-Marutamachi-eki) is een spoorwegstation in de wijk Sakyō-ku in de Japanse stad  Kyoto. Het wordt aangedaan door de Ōtō-lijn. Het station heeft twee sporen, gelegen aan een enkel eilandperron. Het station is vernoemd naar de straat Marutamachi-dōri en de nabijgelegen Heian-schrijn. 

## Treindienst

### Keihan-lijn
| 1 | ■ Ōtō-lijn                   | richting Demachiyanagi                                  |
| 2 | ■ Ōtō-lijn en de Keihan-lijn | richting Sanjō, Hirakatashi, Yodoyabashi en Nakanoshima |

## Geschiedenis
Het station werd in 1989 onder de naam Marutamachi geopend. In 2008 werd er Jingū aan de naam toegevoegd.   

## Overig openbaar vervoer
Bussen 16, 17, 21, 41, 55, 65, 93, 202 en 204.

## Stationsomgeving
Westzijde:
- Keizerlijk Paleis van Kioto
- Prefecturale Medische Universiteit van Kioto
- Dependance van Mainichi Shinbun
- Shimo Goryō-schrijn
- Kamo-rivier
- Circle K

Oostzijde:
- Universiteit van Kioto, Yoshida-campus (zuidkant)
  - Medische faculteit
  - Universiteitsziekenhuis
- Duits cultureel centrum
- Kioto pedagogisch cultureel centrum
- Kumano-schrijn
- Kawabata-dōri (straat)
- FamilyMart

Verder naar het oosten, in het district Okazaki:
- Heian-schrijn
- Kioto Kaikan (concertgebouw)
- Kioto Kangyokan (evenementenhal)
- Stedelijk Kunstmuseum van Kioto
- Dierentuin van Kioto
- Prefecturale bibliotheek van Kioto
- Okazaki-park